# يوسف الطبري
يوسف الطبري أو يوسف الفلسطيني (بالإنجليزية: Joseph of Tiberias) (ح. 285م - ح. 356م) هو قديس مسيحي، كان يهودياً وأصبح مسيحياً. ويُعرف أيضًا باسم الكونت يوسف ويتم تبجيله باسم  يوسف الفلسطيني. يوم ذكراه هو 22 يوليو بالنسبة للكنائس الكاثوليكية والأرثدوكسية.

## سيرة حياته
المصدر الرئيسي عن حياته هو إبيفانيوس السلاميسي، في كتابه الباناريون، الذي كتبه بين عامي 374م و 377م. يعيد الفصل الـ30 سرد القصص التي سمعها أبيفانيوس من يوسف أثناء لقائهما في سكيثوبوليس (تعرف ببيسان اليوم) حوالي عام 355م. بحسب أبيفانيوس، كان يوسف معاصرًا للإمبراطور قسطنطين، وكان يوسف عالم حاخامي، وعضو في السنهدريم، وتلميذ هليل الثاني. وقبل وفات هليل بأيام قليلة إستدعى أسقفاً مسيحياً متنكراً بزي طبيب وطلب توفير حوض ماء لأغراض طبية، فعمده فيه وناوله من الاسرار وشهد يوسف تلميذ هليل على كل ذلك. قبل أن يتحول للمسيحية أثارت بعض تصرفاته الشكوك لدى اليهود، حتى رأوه في يوم من الأيام يقرأ الإنجيل فأخذوه ورموه في النهر وقال أنه قد نجى من الغرق بإعجوبة، ورأى في احدى الليالي في حلمه يسوع المسيح يقول له: "أنا يسوع الذي صلبه آباؤك. آمن بي"، وتأثر جدًا حينما رأى مسيحياً قد أخرج شيطانًا سرًا باسم يسوع. وفي تحمله للاضطهاد اقتنع بالمسيحية وتعمد. وبعد تحول يوسف للمسيحية، أعطاه الإمبراطور قسطنطين رتبة كونت ( كوميس )، وعينه مشرفًا على الكنائس في فلسطين، وأذن له ببناء كنائس في الجليل. وعلى وجه التحديد، كان يوسف يرغب في بناء الكنائس في المدن اليهودية التي لم يكن بها مجتمع مسيحي بعد مما زاد غضب اليهود منه فأقاموا له مكائد كثيرة ليمنعوه ولكنها بائت بالفشل. ومن الكنائس المنسوبة إليه كنيسة تكثير الأرغفة والأسماك الأولى في قرية هيبتابيجون (الموجودة اليوم في الطابغة)، والتي أقيمت حوالي عام 350م.  وعلى الرغم من منصبه الرفيع، إلا أنه عارض السياسات الأريوسية لخلفاء قسطنطين، وتزوج بعد وفاة زوجته الأولى لتجنب أن يصبح أسقفًا لتلك الطائفة نتيجة للضغوط الأريوسية. حتى نفاه الأريوسيون الى مدينة فرشلة حيث إلتقى بإبيفانيوس السلاميسي وحكى له قصته. وتوفى بعد ذلك عام 356م.

## نقد رواية أبيفانيوس
شكك الباحثين في تاريخية ودقة رواية أبيفانيوس عن حياة يوسف الطبري. يشير زئيف روبين إلى عدة تناقضات: 
- في زمن قسطنطين لم يكن هناك ناسي (أمير السنهدرين) اسمه هليل الثاني. بالنسبة الى أبيفانيوس، خلف هليل كرئيس للسنهدريم ابن اسمه يهوذا؛ وهذا لا يتطابق مع ما هو معروف عن أمراء السنهدريم. يعترف أبيفانيوس بأنه غير متأكد من أنه يتذكر الأسماء جيدًا. يتكهن زئيف روبين بأن أبيفانيوس ربما يكون قد بدل عن طريق الخطأ بين أسماء الأب والابن، فلربما يكون الأب هو يهوذا ها ناسي وابنه هو هيليل الثاني.
- يشكك روبن في تصوير أبيفانيوس ليوسف الطبري كمعارض متشدد للأريوسية. بالنسبة الى أبيفانيوس، استضاف يوسف يوسابيوس من فرشيلي، وهو أسقف سابق منفي إلى سكيثوبوليس (المعروفة ببيسان اليوم) لمعارضته الآريوسية. ومع ذلك، أبلغ يوسابيوس في رسائله أنه كان سجينًا في سكيثوبوليس. وفقًا لروبين، يمكن الافتراض أن يوسف تعاون مع الأسقف الأريوسي، باتروفيلوس السكيثوبوليس، في إبقاء يوسابيوس تحت الحراسة.
- وبحسب رواية أبيفانيوس، رأى يوسف أسقف طبريا يُعمد سراً أمير السنهدرين وهو على فراش موته. ومع ذلك، ووفقاً لنفس الرواية، كانت طبريا مدينة ذات أغلبية يهودية في ذلك الوقت. إذ لم يكن في طبريا مجتمع مسيحي مهم في بداية القرن الرابع، كما هو متضمن في الرواية، فمن غير المرجح أن يكون لها أسقف خاص بها. في القرن الثامن عشر، حاول ميشيل لو كوين حل هذا التناقض من خلال اقتراح أن أبيفانيوس يشير إلى أسقف بلدة مختلفة بالقرب من طبرية. وفقًا لروبين، يمكن الافتراض أن طبريا كان لديها أسقف في الوقت الذي كتب فيه أبيفانيوس روايته، ولكن ليس في أيام يوسف.